# Петров, Виктор Петрович (пулемётчик)
Виктор Петрович Петров (28 сентября 1924, Жизнеево, Талдомский район — 25 декабря 1985, Москва) — командир пулемётного отделения 1-го отдельного моторизованного противотанкового огнемётного батальона (30-й стрелковый корпус, 1-я гвардейская армия, 1-й Украинский фронт), сержант. Полный кавалер ордена Славы.

## Биография
Родился в крестьянской семье в деревне Жизнеево Ленинского уезда Московской губернии (в настоящее время Талдомский район Московской области), русский.
Окончил 7 классов школы и ремесленное училище.
Работал токарем на механическом заводе в Москве.
Во время Великой Отечественной войны Таганским райвоенкоматом 6 мая 1943 года был призван в ряды Красной армии.
16 марта 1944 года при форсировании реки Бужок и бою за посёлок Меджибож младший сержант Петров в течение 13 часов прикрывал огнём своего пулемёта переправу стрелковых частей. При этом уничтожил около 20 солдат противника и 3 пулемётных наводчиков. Приказом по 30-му стрелковому корпусу от 4 апреля 1944 года был награждён орденом Славы 3-й степени.
22 июля 1944 года окружённая группировка противника пыталась прорваться из Бродского котла в районе села Хильчицы западнее Золочева. Когда противник пошёл в атаку, командир пулемётного отделения сержант Петров, подпустив их на 40—50 метров, открыл кинжальный огонь из своего пулемёта. Противник дрогнул и был вынужден отступив оставив на поле боя 100 трупов своих солдат. Приказом по 60-й армии от 4 сентября 1944 года был награждён орденом Славы 2-й степени.
12 февраля 1945 года в районе юго-восточнее города Зорау (в настоящее время Жары) в бою, будучи легко ранен, заменил вышедшего из строя командира взвода. При отражении атаки танков и пехоты противника, надёжно прикрыв фланг, лично уничтожил свыше 10 солдат противника.
Указом Президиума Верховного Совета СССР от 15 мая 1946 года был награждён орденом Славы 1-й степени.
Демобилизовался в апреле 1950 года. Вернулся в Москву, работал токарем на Московском шинном заводе.
6 апреля 1985 года к 40-летию Победы был награждён орденом Отечественной войны 1-й степени.

Могила на Покровском кладбище

Скончался 12 декабря 1985 года. Похоронен на Покровском кладбище в Москве.

## Награды
- 4 апреля 1944 года он был награждён орденом Славы 3-й степени
- 4 сентября 1944 года сержант Петров был награждён орденом Славы 2-й степени
- 15 мая 1946 года — орден Славы 1-й степени
- 6 апреля 1985 года к 40-летию Победы — орден Отечественной войны 1-й степени.